# Schömberg (Landkreis Calw)
Schömberg település Németországban, azon belül Baden-Württembergben. Lakosainak száma 8094 fő (2023. december 31.). Schömberg Engelsbrand, Neuenbürg, Höfen an der Enz, Bad Wildbad, Oberreichenbach, Bad Liebenzell és Unterreichenbach községekkel határos.

## Népesség
A település népessége az elmúlt években az alábbi módon változott:
| Lakosok száma | 4342 | 5052 | 7019 | 7425 | 6807 | 8837 | 8515 | 8565 | 7896 | 8094 |
|               | 1961 | 1967 | 1974 | 1980 | 1987 | 1993 | 2000 | 2006 | 2013 | 2023 |